# Amata quercii
Amata quercii là một loài bướm đêm thuộc phân họ Arctiinae, họ Erebidae.